# Raptodryinus patrickmuelleri
Raptodryinus patrickmuelleri (лат.) — ископаемый вид ос, единственный в составе рода Raptodryinus из семейства дрииниды (Dryinidae). Бирманский янтарь, меловой период (сеноманский век, около 99 млн лет). Мьянма. Видовое название дано в честь Mr. Patrick Müller (Kashofen, Германия), предоставившего типовой экземпляр для исследования.

## Описание
Мелкие хризидоидные осы. Длина крылатой самки 3,7 мм. Усики 10-члениковые, примерно вдвое длиннее головы. Нижнечелюстные щупики состоят из 6, а нижнегубные — из 3 члеников. У самок на передних лапках есть клешня, предположительно для удерживания цикадок (Cicadomorpha, Fulgoroidea). Клешня состоит из протарсомера, аролиума, двух коготков и крупной проксимальная доли пятого протарсомера с группой длинных дистальных ламелл (уникальная структура среди всех 18 подсемейств дриинид). Формула голенных шпор:1,1,2. В переднем крыле три замкнутые ячейки.
Вид был впервые описан в 2020 году итальянским энтомологом Массимо Ольми (Massimo Olmi; Tropical Entomology Research Center, Viterbo, Италия) и его коллегами из России, Германии и Украины и выделен в отдельные род и подсемейство Raptodryininae